# 볼스 머호니

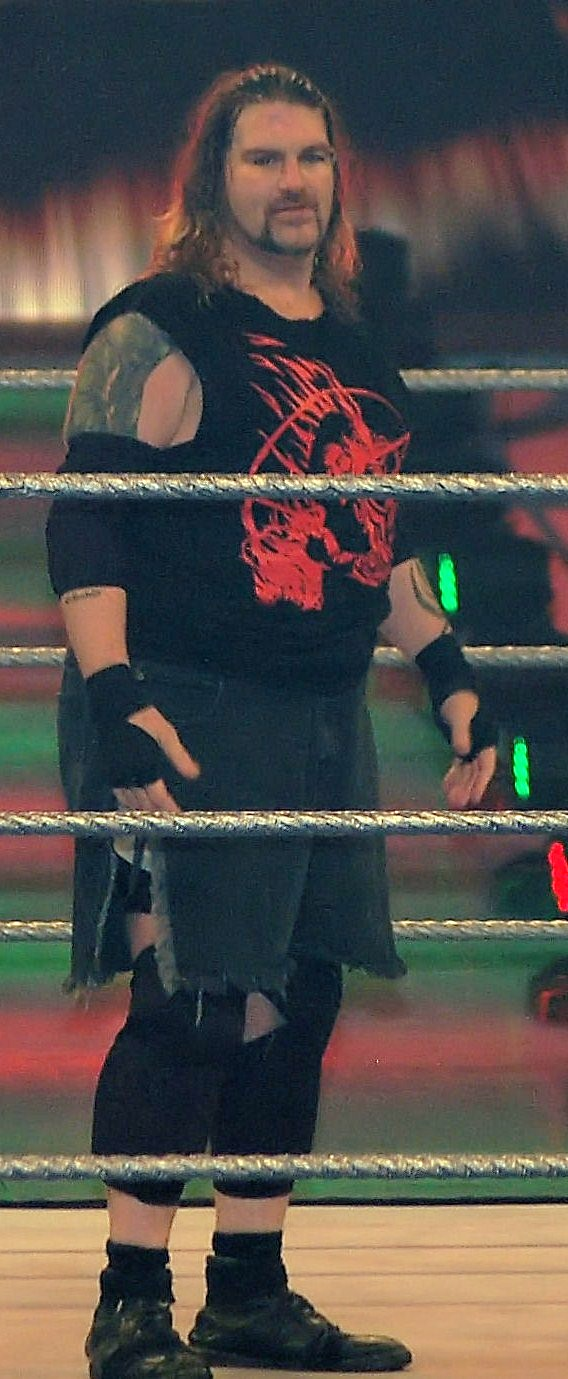
볼스 머호니

볼스 머호니(Balls Mahoney)는 본명은 조나단 레츠너(Jonathan Rechner, 1972년 4월 11일 ~ 2016년 4월 13일)는 미국의 프로레슬링선수다. 키는 187cm 몸무게는 140kg으로 1987년 프로레슬링 입문했다. 2016년 4월 13일 저택에서 지병으로 사망한채 발견되었다. 향년나이 45세 피니쉬는 볼 브레이커(싯아웃 스파인버스터), 리프팅 카멜 클러치, 넛크레커 스위트(싯아웃 오버 더 숄더 바디 슬램 파일드라이버)

## Professional wrestling highlights
- Finishing moves
  - Ball Breaker (Sitout spinebuster)
  - Lifting camel clutch
  - Nutcracker Suite (Sitout over the shoulder body slam piledriver)
- Signature moves
  - Diving frog splash
  - Mahoney Combo (Multiple punches)
  - New Jersey Jam (다이빙 레그 드롭 / Diving leg drop)
  - Superkick
  - This is Gonna Hurt (Chair shot)

- 매니저 / Managers
  - 프란신
  - 제임스 미첼
  - 테드 디비아시
  - 타마라 피치

- Nicknames
  - "하드코어 체어 스윙인 프라이크"

- Entrance themes
  - "Big Balls" by AC/DC (ECW;1997,1999) (ECW; 1997, 1999)
  - "Big Balls" by Muscadine (ECW;1998) (ECW; 1998)
  - "Prayer of Hatred" by Morbid Angel (ECW;1998) (ECW; 1998)
  - "Big Balls" by Boner Ft.Balls Mahoney (ECW;2000-2001) (ECW; 2000-2001)
  - "We Will Rock You" by Queen (independent circuit) (인디펜던트 서킷)
  - "Big Nutts" by Dale Oliver (TNA)

## 수상
- ACW 월드 헤비웨이트 챔피언 (1회)
- ACW 월드 하드코어웨이트 챔피언 (1회)
- ECW 월드 태그팀웨이트 챔피언 (3회) - 스파이크 더들리 (2회), 다나카 마사토 (1회)
- IWA 월드 하드코어웨이트 챔피언 (1회)
- IWC 월드 헤비웨이트 챔피언 (1회)
- NWS 월드 식스맨 태그팀웨이트 챔피언 (1회) - 바-부 앤 라-후
- PWI 랭크드 힘 #99 오브 더 탑 500 싱글즈 레슬링 인 더 PWI 500 인 2000
- PWI 랭크드 힘 #443 오브 더 500 베스트 싱글즈 레슬링 오브 더 PWI 이열즈 인 2003
- SMW 월드 비트 더 챔프 텔레비전웨이트 챔피언 (2회)
- UXW 월드 헤비웨이트 챔피언 (7회)